# Manidipine
La manidipine est une molécule de la famille des dihydropyridines qui a un effet antagoniste du calcium. Elle est principalement utilisée comme médicament antihypertenseur.

## Propriétés pharmacologiques
La manidipine bloque les canaux du calcium présents sur les muscles qui entourent les vaisseaux sanguins. Ce qui entraîne leur relaxation et la dilatation des vaisseaux sanguins. Ainsi la tension artérielle diminue.

## Effets indésirables
Les effets indésirables les plus fréquents sont :
- vertiges,
- maux de tête,
- bouffées de chaleur,
- palpitations cardiaques,
- œdèmes.

Ces effets peuvent apparaître au début du traitement puis disparaître ensuite.

## Interactions avec d'autres substances
Les dihydropyridines sont métabolisées au niveau du foie par le cytochrome P450 CYP3A4. La consommation de jus de pamplemousse pendant le traitement doit être évitée car il diminue l'activité du cytochrome CYP3A4 et peut conduire à un surdosage en manidipine.

## Spécialités contenant de la manidipine
- Médicaments contenant de la manidipine commercialisés en France[3] :
  - Iperten du laboratoire pharmaceutique Chiesi